# Тадеуш Новаковський
Тадеуш Новаковський (пол. Tadeusz Nowakowski, 15 травня 1879, Медвин — 3 липня 1957, Варшава) — польський архітектор.

## Біографія
Народився в селі Медвин Канівського повіту. Навчався у Львівській політехніці у 1900—1907 роках. У цей час двічі очолював Спілку студентів архітектурного відділу. 1904 року експонував акварельні роботи на виставці Спілки у залах політехніки. 1913 року навчався також у Краківській академії мистецтв. На початку грудня 1908 року у складі Краківської делегації брав участь у Першому з'їзді делегатів польських архітектурних кіл у Кракові. Відбував практику у Франції і Тунісі у 1910—1913 роках. Від 7 вересня 1914 року в Легіонах польських. Служив у І бригаді, а пізніше, у чині підпоручика — у технічному департаменті Легіонів. 25 листопада 1916 року звільнений для потреб відбудови пошкоджених війною споруд у Галичині. Пізніше працював у Варшаві. Не пізніше червня 1934 року призначений директором Інспекційно-будівельного управління Варшави. Президент, а пізніше — віце-президент Кола архітекторів Варшави. Один із засновників SARP. 30 травня 1934 року обраний віце-президентом цієї організації. Співзасновник Товариства польських урбаністів. Віце-президент Ради Союзу спілок польських архітекторів. Засновник і  постійний дописувач часопису «Architektura i Budownictwo». Учасник Варшавського повстання. Помер у Варшаві, похований на Повонзківському цвинтарі.
Роботи
- Житловий будинок на вулиці Тарнавського, 11а у Львові (1909—1910, будував Ян Новорита).[7]
- Житловий будинок на вулиці Театральній, 6 у Львові (1911). Проект експонувався 1910 року на першій архітектурній виставці у Львові.[8]
- Проект нової будівлі Львівського університету на нинішній вулиці Грушевського. Виконаний спільно з Єжи Струшкевичем для конкурсу 1913 року. Не здобув призових місць. Опублікований у збірці, присвяченій конкурсу.[9]
- Архітектурна частина пам'ятника Францішеку Смольці у Львові на нинішній площі Генерала Григоренка (скульптор Тадеуш Блотницький, пам'ятник не зберігся).[10]
- Приміщення для Корпусу охорони кордону, пол. Korpus Ochrony Pogranicza на східному кордоні Польщі.[6] Зокрема в околиці села Кліцько (1925). Проект прийнято до реалізації після його перемоги на кількох конкурсах.[11]
- Конкурсний проект будинку Банку крайового господарства і Міністерства публічних робіт у Варшаві. 1927 рік. Співавтор Стефан Монастерський.[12]
- Проект реставрації палацу Тишкевичів у Воложині (Білорусь), реалізований 1927 року.[13]
- Проект реставрації та адаптації для потреб прикордонної служби палацу Рдултовських у Варшаві, з XVIII ст. Проект реалізовано 1927 року.[14]
- Будівля гімназії ім. Словацького на вулиці Вавельській, 46 у Варшаві. Збудована 1932 року у стилі функціоналізму. Виконав інженерну частину і керував спорудженням архітектор Олександр Кодельський.[15]
- Будинки на вулицях Нарбутта і Вілловій у Варшаві.